# Clare Hollingworth
Clare Hollingworth, OBE (* 10. Oktober 1911 in Knighton, England; † 10. Januar 2017 in Hongkong) war eine britische Journalistin und Autorin, die als erste Kriegsberichterstatterin den Ausbruch des Zweiten Weltkriegs meldete, was als „Scoop des Jahrhunderts“ bezeichnet wurde.

## Kindheit und Jugend
Clare Hollingworth wurde 1911 in Knighton, einem südlichen Vorort von Leicester, geboren. Im Ersten Weltkrieg übernahm ihr Vater Albert die Leitung der Schuhfabrik seines Vaters. Die Familie zog auf einen Bauernhof in der Nähe von Shepshed. Hollingworth zeigte gegen den Willen ihrer Mutter Daisy früh Interesse am Schreiben. Ihr Interesse an Kriegsführung rührte von Besuchen auf historischen Schlachtfeldern in Großbritannien und Frankreich mit ihrem Vater. Nach der Schulzeit besuchte sie eine Hauswirtschaftsschule in Leicester, was sie nicht mochte.

## Vor dem Krieg
Hollingworth verlobte sich mit dem Sohn einer örtlichen Familie aus ihrem Bekanntenkreis. Anstatt mit ihm die Ehe einzugehen, heuerte sie als Sekretärin für die Niederlassung der League of Nations Union in Worcestershire an. Sie gewann ein Stipendium für die UCL School of Slavonic and East European Studies in London, und später einen Studienplatz an der Universität Zagreb, um Kroatisch zu lernen.
Auf freiberuflicher Basis begann Hollingworth Artikel für den New Statesman zu schreiben. Im Juni 1939 wurde sie ausgewählt, um für die Labour Party im Parlamentswahlkreis Melton zu kandidieren. Der Kriegsausbruch führte dann jedoch zu einer Aussetzung der Wahlen, die Ende 1940 hätten stattfinden sollen.
Nach dem Anschluss des Sudetenlands an Deutschland im Münchner Abkommen von 1938 ging sie nach Warschau, um für tschechische Flüchtlinge zu sorgen. Zwischen März und Juli 1939 verhalf sie Tausenden Flüchtlingen zu britischen Visa. Aufgrund dieser Erfahrung wurde sie im August 1939 von Arthur Wilson, dem Herausgeber des The Daily Telegraph, eingestellt.

## Im Zweiten Weltkrieg
Weniger als eine Woche, nachdem Hollingworth ihre Arbeit als Telegraph-Journalistin begonnen hatte, wurde sie nach Polen geschickt, um über die zunehmenden Spannungen in Europa zu berichten. Sie überzeugte den britischen Generalkonsul in Katowice, John Anthony Thwaites, ihr für eine Erkundungsreise über die deutsche Grenze seinen Wagen mit Fahrer zu leihen. Als sie am 28. August an der deutsch-polnischen Grenze entlangfuhr, fielen Hollingworth zahllose bereitstehende deutsche Panzer und gepanzerte Fahrzeuge auf, weil die sie verbergenden Planen vom Wind angehoben worden waren. Ihr Bericht war am folgenden Tag die wichtigste Titelgeschichte im Daily Telegraph.
Am 1. September rief Hollingworth die britische Botschaft in Warschau an, um sie über den deutschen Einmarsch nach Polen zu informieren. Um zweifelnde Botschaftsangestellte zu überzeugen, hielt sie den Telefonhörer zum Fenster hinaus. Die Geräusche der deutschen Truppen waren hörbar. Hollingworths Augenzeugenbericht war der erste Bericht, den das British Foreign Office über den Beginn des Kriegs gegen Polen erhielt.
Nach dem Kriegsausbruch berichtete Clare Hollingworth weiterhin über die Situation in Polen und ging 1940 nach Bukarest. Von dort berichtete sie für den Daily Express über die erzwungene Abdankung von König Karl II. und die folgenden Unruhen. Mit ihren telefonischen Berichten missachtete sie die Zensur. Es wird erzählt, dass sie einmal einer Verhaftung entging, indem sie sich nackt auszog. 1941 reiste sie nach Ägypten und berichtete auch aus der Türkei und Griechenland. Ihre Arbeit wurde dadurch erschwert, dass weibliche Kriegsberichterstatter keine formelle Akkreditierung erhielten. Nach der Einnahme von Tripolis durch Bernard Montgomery am 23. Januar 1943 wurde sie im Lauf des folgenden Tunesienfeldzugs aufgefordert, nach Kairo zurückzukehren. Hollingworth wollte dagegen weiter direkt an der Front bleiben und berichtete in der Folge für die Chicago Daily News über die US-Truppen in Algerien.
Nachfolgend berichtete sie aus Palästina, Persien und dem Irak. Damals führte sie als Erste ein Interview mit Mohammed Reza Pahlavi, dem Schah des Iran.

## Spätere Karriere
In den Jahrzehnten nach dem Krieg berichtete Hollingworth über Konflikte in Palästina, Algerien, China, Aden und Vietnam. Die BBC erklärte, dass, obwohl sie nicht die erste Kriegsberichterstatterin sei, „die Tiefe ihres technischen, taktischen und strategischen Sachverstands sie ausgezeichnet“ habe. The New York Times nannte sie „die unbestrittene Altmeisterin der Kriegskorrespondenten“. Sie eignete sich beachtliche Kenntnis in Militärtechnologie an; aufgrund eines Pilotentrainings in den 1940er Jahren wusste sie besonders viel über Kampfflugzeuge.
Unmittelbar nach dem Krieg begann sie, für The Economist und The Observer zu arbeiten. 1946 wurden sie und ihr späterer Ehemann Geoffrey Hoare Zeugen eines Bombenanschlags im King David Hotel in Jerusalem, bei dem 91 Menschen getötet wurden. Später soll sie sich geweigert haben, dem Irgun-Anführer und späteren israelischen Ministerpräsidenten Menachem Begin wegen seiner Rolle bei diesem Anschlag die Hand zu geben. 1950 verließ sie Kairo und zog nach Paris, wo sie für The Guardian arbeitete. Sie reiste mehrmals nach Algerien und knüpfte Kontakte zur Nationalen Befreiungsfront Algeriens. In den frühen 1960er Jahren berichtete sie über den Algerienkrieg.
Als sie 1963 für den Guardian nach Beirut reiste und Nachforschungen über Kim Philby, einen Observer-Korrespondenten, machte, entdeckte sie, dass dieser auf einem sowjetischen Schiff nach Odessa abgereist war. Guardian-Herausgeber Alastair Hetherington hielt die Geschichte über den übergelaufenen Philby während drei Monaten zurück, da er rechtliche Schritte fürchtete. Ihr Artikel erschien am 27. April 1963. Philbys Überlaufen wurde von der Regierung bestätigt. Hollingworth wurde als erste Frau Verteidigungskorrespondentin des Guardian.
1967 verließ sie den Guardian und begann erneut für den Telegraph zu schreiben. Ihr Ehrgeiz, in Kriegsgebieten zu arbeiten, statt die Außenpolitik zu verfolgen, hatte zu diesem Schritt beigetragen. Aus Vietnam berichtete sie über den Vietnamkrieg. Sie gehörte zu den ersten Kommentatoren, die voraussagten, dass der Krieg in einer Pattsituation enden werde. In ihren Berichten legte sie auch Wert auf die Meinung der vietnamesischen Zivilbevölkerung.
1973 wurde sie die Chinakorrespondentin des Telegraph, die erste in der Volksrepublik China nach 1949. Sie traf Zhou Enlai und Mao Zedongs Frau Jiang Qing. Sie war die diejenige, die den Schah zuletzt interviewte. Der Journalist John Simpson meinte, dass „sie die einzige Person war, mit der er sprechen wollte“. 1981 ging sie in den Ruhestand und zog nach Hongkong, verbrachte aber auch Zeit in Großbritannien, Frankreich und China. Die Proteste, die zum Tiananmen-Massaker von 1989 führten, beobachtete sie von einem Hotelbalkon.

## Persönliches
Hollingworth war zweimal verheiratet. Sie heiratete 1936 Vandeleur Robinson, den regionalen League of Nations Union (LNU)-Vertreter in Südostengland, doch die Ehe zerbrach während des Krieges. Sie ließen sich 1951 scheiden. Im selben Jahr heiratete sie Geoffrey Hoare, den Nahost-Korrespondenten der Times. Er starb 1965.
In Hongkong besuchte sie beinahe täglich den Foreign Correspondents’ Club, bei dem sie honorary goodwill ambassador war. 1990 veröffentlichte sie ihre Memoiren unter dem Titel Front Line. 2006 verklagte Hollingworth ihren Finanzverwalter Thomas Edward Juson (auch bekannt als Ted Thomas) über 300.000 US-Dollar, die er von ihrem Bankkonto genommen haben solle. Juson verteidigte seine Taten als Investitionen in Projekte, erklärte sich aber 2007 bereit, das Geld zurückzuzahlen, was er bis Ende 2016 nicht vollständig getan hat.
2016 erschien die Biographie ihres Großneffen Patrick Garrett unter dem Titel Of Fortunes and War: Clare Hollingworth, First of the Female War Correspondents. Am 10. Januar 2017 wurde die 105-Jährige unansprechbar in ihrer Wohnung in Central aufgefunden und kurz danach am Ruttonjee Hospital für tot erklärt.

## Auszeichnungen
- 1962: Woman Journalist of the Year für ihre Reportagen über den Algerienkrieg (Hannen Swaffer Awards, UK).[21]
- 1982: Officer of the Order of the British Empire für ihre journalistischen Verdienste[22]
- 1994: James Cameron Award for Journalism
- 1999: Preis für das Lebenswerk der Fernsehsendung What the Papers Say

## Schriften
- The Three Weeks’ War in Poland. Duckworth, London 1940.
- There’s a German Just Behind Me. Secker and Warburg, London 1942.
- The Arabs and the West. Methuen, London 1952.
- Mao and the Men Against Him. Jonathan Cape, London 1984, ISBN 0-224-01760-8.
- The Vietcong. Major protest movement of Indo-China. In: Rajeshwari Ghose (Hrsg.): Protest movements in South and Southeast Asia. Traditional and modern idioms of expression. Centre of Asian Studies, Hongkong 1987, S. 171–180.
- Front Line. (Memoiren), Jonathan Cape, London 1990, ISBN 0-224-02827-8.